# Sergej Nemtjinov
Sergej Lvovitj Nemtjinov, ryska: Серге́й Львович Немчинов, född 17 september 1964, är en rysk före detta ishockeytränare och professionell ishockeyforward. Han tillbringade elva säsonger i den nordamerikanska ishockeyligan National Hockey League (NHL), där han spelade för ishockeyorganisationerna New York Rangers, Vancouver Canucks, New York Islanders och New Jersey Devils. Nemtjinov producerade 345 poäng (152 mål och 193 assists) samt drog på sig 251 utvisningsminuter på 761 grundspelsmatcher. Han spelade även för Krylja Sovetov och HK CSKA Moskva i sovjetiska mästerskapsserien och Lokomotiv Jaroslavl i Ryska superligan.
Nemtjinov draftades av New York Rangers i sjunde rundan i 1990 års draft som 244:e spelare totalt.
Han vann Stanley Cup med både New York Rangers (1993–1994) och New Jersey Devils (1999–2000).
Efter den aktiva spelarkarriären har Nemtjinov bland annat varit involverad i Rysslands landslag för både seniorer och juniorer, tränare för HK CSKA Moskva och general manager för HK Kaztsink-Torpedo.

## Statistik
| 1980–1981     | Krylja Sovetov      | Sovjet        | —   | —   | —   | —   | —   | 9   | 0  | 2  | 2  | 0  |
| 1981–1982     | Krylja Sovetov      | Sovjet        | 15  | 1   | 0   | 1   | 0   | 12  | 4  | 3  | 7  | 4  |
|               | HK Lokomotiv Moskva | PL            | 6   | 1   | 0   | 1   | 0   | —   | —  | —  | —  | —  |
| 1982–1983     | HK CSKA Moskva      | Sovjet        | 11  | 0   | 0   | 0   | 2   | —   | —  | —  | —  | —  |
| 1983–1984     | HK CSKA Moskva      | Sovjet        | 20  | 6   | 5   | 11  | 4   | —   | —  | —  | —  | —  |
| 1984–1985     | HK CSKA Moskva      | Sovjet        | 31  | 2   | 4   | 6   | 4   | —   | —  | —  | —  | —  |
| 1985–1986     | Krylja Sovetov      | Sovjet        | 39  | 7   | 12  | 19  | 28  | —   | —  | —  | —  | —  |
| 1986–1987     | Krylja Sovetov      | Sovjet        | 40  | 13  | 9   | 22  | 24  | —   | —  | —  | —  | —  |
| 1987–1988     | Krylja Sovetov      | Sovjet        | 48  | 17  | 11  | 28  | 26  | —   | —  | —  | —  | —  |
| 1988–1989     | Krylja Sovetov      | Sovjet        | 43  | 15  | 14  | 29  | 28  | —   | —  | —  | —  | —  |
| 1989–1990     | Krylja Sovetov      | Sovjet        | 48  | 17  | 17  | 34  | 34  | —   | —  | —  | —  | —  |
| 1990–1991     | Krylja Sovetov      | Sovjet        | 46  | 21  | 24  | 45  | 30  | —   | —  | —  | —  | —  |
| 1991–1992     | New York Rangers    | NHL           | 73  | 30  | 28  | 58  | 15  | 13  | 1  | 4  | 5  | 8  |
| 1992–1993     | New York Rangers    | NHL           | 81  | 23  | 31  | 54  | 34  | —   | —  | —  | —  | —  |
| 1993–1994     | New York Rangers    | NHL           | 76  | 22  | 27  | 49  | 36  | 23  | 2  | 5  | 7  | 6  |
| 1994–1995     | New York Rangers    | NHL           | 47  | 7   | 6   | 13  | 16  | 10  | 4  | 5  | 9  | 2  |
| 1995–1996     | New York Rangers    | NHL           | 78  | 17  | 15  | 32  | 38  | 6   | 0  | 1  | 1  | 2  |
| 1996–1997     | New York Rangers    | NHL           | 63  | 6   | 13  | 19  | 12  | —   | —  | —  | —  | —  |
|               | Vancouver Canucks   | NHL           | 6   | 2   | 3   | 5   | 4   | —   | —  | —  | —  | —  |
| 1997–1998     | New York Islanders  | NHL           | 74  | 10  | 19  | 29  | 24  | —   | —  | —  | —  | —  |
| 1998–1999     | New York Islanders  | NHL           | 67  | 8   | 8   | 16  | 22  | —   | —  | —  | —  | —  |
|               | New Jersey Devils   | NHL           | 10  | 4   | 0   | 4   | 6   | 4   | 0  | 0  | 0  | 0  |
| 1999–2000     | New Jersey Devils   | NHL           | 53  | 10  | 16  | 26  | 18  | 21  | 3  | 2  | 5  | 2  |
| 2000–2001     | New Jersey Devils   | NHL           | 65  | 8   | 22  | 30  | 16  | 25  | 1  | 3  | 4  | 4  |
| 2001–2002     | New Jersey Devils   | NHL           | 68  | 5   | 5   | 10  | 10  | 3   | 0  | 0  | 0  | 0  |
| 2002–2003     | Lokomotiv Jaroslavl | RSL           | 27  | 5   | 6   | 11  | 26  | 10  | 0  | 5  | 5  | 10 |
| 2003–2004     | Lokomotiv Jaroslavl | RSL           | 54  | 5   | 19  | 24  | 38  | 3   | 0  | 0  | 0  | 4  |
| NHL totalt    | NHL totalt          | NHL totalt    | 761 | 152 | 193 | 345 | 251 | 105 | 11 | 20 | 31 | 24 |
| Sovjet totalt | Sovjet totalt       | Sovjet totalt | 341 | 99  | 96  | 195 | 180 | 21  | 4  | 5  | 9  | 4  |
| RSL totalt    | RSL totalt          | RSL totalt    | 81  | 10  | 25  | 35  | 64  | 13  | 0  | 5  | 5  | 14 |

### Internationellt
| Källa:        | Källa:        | Källa:        |         | Utv = Utvisningsminuter | Utv = Utvisningsminuter | Utv = Utvisningsminuter | Utv = Utvisningsminuter | Utv = Utvisningsminuter |
| År            | Lag           | Mästerskap    | Matcher | Mål                     | Assists                 | Poäng                   | Utv                     |                         |
| ------------- | ------------- | ------------- | ------- | ----------------------- | ----------------------- | ----------------------- | ----------------------- | ----------------------- |
| 1982          | Sovjet        | JVM           | 5       | 4                       | 2                       | 6                       | 4                       |                         |
| 1983          | Sovjet        | JVM           | 7       | 4                       | 3                       | 7                       | 2                       |                         |
| 1984          | Sovjet        | JVM           | 7       | 5                       | 6                       | 11                      | 2                       |                         |
| 1987          | Sovjet        | CC            | 5       | 0                       | 0                       | 0                       | 6                       |                         |
| 1989          | Sovjet        | VM            | 7       | 2                       | 0                       | 2                       | 2                       |                         |
| 1990          | Sovjet        | VM            | 10      | 5                       | 2                       | 7                       | 4                       |                         |
| 1990          | Sovjet        | VM            | 10      | 2                       | 3                       | 5                       | 2                       |                         |
| 1996          | Ryssland      | WC            | 5       | 1                       | 2                       | 3                       | 2                       |                         |
| 1998          | Ryssland      | OS            | 6       | 1                       | 0                       | 1                       | 0                       |                         |
| 1998          | Ryssland      | VM            | 6       | 0                       | 1                       | 1                       | 8                       |                         |
| Junior totalt | Junior totalt | Junior totalt | 19      | 13                      | 11                      | 24                      | 8                       |                         |
| Senior totalt | Senior totalt | Senior totalt | 49      | 11                      | 8                       | 19                      | 24                      |                         |